# Beure
Beure és un municipi francès situat al departament del Doubs i a la regió de Borgonya - Franc Comtat. L'any 2007 tenia 1.384 habitants.

## Demografia

### Població
El 2007 la població de fet de Beure era de 1.384 persones. Hi havia 640 famílies de les quals 240 eren unipersonals (120 homes vivint sols i 120 dones vivint soles), 204 parelles sense fills, 148 parelles amb fills i 48 famílies monoparentals amb fills.
La població ha evolucionat segons el següent gràfic:
Habitants censats

### Habitatges
El 2007 hi havia 724 habitatges, 654 eren l'habitatge principal de la família, 5 eren segones residències i 65 estaven desocupats. 446 eren cases i 276 eren apartaments. Dels 654 habitatges principals, 391 estaven ocupats pels seus propietaris, 248 estaven llogats i ocupats pels llogaters i 15 estaven cedits a títol gratuït; 28 tenien una cambra, 101 en tenien dues, 112 en tenien tres, 141 en tenien quatre i 272 en tenien cinc o més. 527 habitatges disposaven pel capbaix d'una plaça de pàrquing. A 334 habitatges hi havia un automòbil i a 253 n'hi havia dos o més.

### Piràmide de població
La piràmide de població per edats i sexe el 2009 era:
| Homes | Edats   | Dones |
| ----- | ------- | ----- |
| 0     | 95 o +  | 4     |
| 0     | 90 a 94 | 0     |
| 0     | 85 a 89 | 12    |
| 4     | 80 a 84 | 12    |
| 28    | 75 a 79 | 20    |
| 24    | 70 a 74 | 36    |
| 44    | 65 a 69 | 52    |
| 36    | 60 a 64 | 16    |
| 32    | 55 a 59 | 36    |
| 56    | 50 a 54 | 60    |
| 48    | 45 a 49 | 52    |
| 48    | 40 a 44 | 56    |
| 68    | 35 a 39 | 36    |
| 32    | 30 a 34 | 44    |
| 68    | 25 a 29 | 64    |
| 25    | 20 a 24 | 44    |
| 32    | 15 a 19 | 52    |
| 36    | 10 a 14 | 40    |
| 32    | 5 a 9   | 40    |
| 48    | 0 a 4   | 20    |

## Economia
El 2007 la població en edat de treballar era de 927 persones, 713 eren actives i 214 eren inactives. De les 713 persones actives 665 estaven ocupades (357 homes i 308 dones) i 48 estaven aturades (21 homes i 27 dones). De les 214 persones inactives 81 estaven jubilades, 79 estaven estudiant i 54 estaven classificades com a «altres inactius».

### Ingressos
El 2009 a Beure hi havia 612 unitats fiscals que integraven 1.351 persones, la mediana anual d'ingressos fiscals per persona era de 18.625,5 €.

### Activitats econòmiques
Dels 96 establiments que hi havia el 2007, 4 eren d'empreses extractives, 1 d'una empresa alimentària, 1 d'una empresa de fabricació de material elèctric, 7 d'empreses de fabricació d'altres productes industrials, 11 d'empreses de construcció, 27 d'empreses de comerç i reparació d'automòbils, 3 d'empreses de transport, 3 d'empreses d'hostatgeria i restauració, 2 d'empreses d'informació i comunicació, 4 d'empreses financeres, 5 d'empreses immobiliàries, 11 d'empreses de serveis, 12 d'entitats de l'administració pública i 5 d'empreses classificades com a «altres activitats de serveis».
Dels 17 establiments de servei als particulars que hi havia el 2009, 1 era una oficina de correu, 1 una oficina bancària, 2 tallers de reparació d'automòbils i de material agrícola, 2 guixaires pintors, 1 fusteria, 3 lampisteries, 5 electricistes i 2 perruqueries.
Dels 6 establiments comercials que hi havia el 2009, 1 era una botiga de més de 120 m², 1 una botiga de menys de 120 m², 2 botigues de material esportiu, 1 una botiga de material de revestiment de parets i terra i 1 una joieria.

## Equipaments sanitaris i escolars
L'únic equipament sanitari que hi havia el 2009 era una farmàcia.
El 2009 hi havia una escola elemental.

## Poblacions més properes
El següent diagrama mostra les poblacions més properes.